# Bénoye
Bénoye, Bénoy – miasto w Czadzie, w regionie Logone Occidental, departament Ngourkosso; 15 717 mieszkańców (2005), położone 46 km na południe od Laï.